# 凱莉·葛爾
凱莉·葛爾（英語：Kelly Gale，1995年5月14日—），瑞典女模特兒，擁有澳大利亞和瑞典兩種國籍。她時常擔任維多利亞的秘密的時裝模特兒。
她首次登上的大型時裝秀是於2012年的香奈兒。2013年，她首次被選為維多利亞的秘密時裝秀的走秀模特兒。

## 早期生活
葛爾出生於瑞典的哥德堡，母親是來自印度的浦那，而父親是來自澳大利亞維多利亞州的塔圖拉。她從小就常接觸體育，7歲時就在哥德堡和打網球和位於當地的Näsets SK踢足球。她畢業於Göteborgs Högre Samskola。
13歲時，她在哥德堡一家咖啡店外被模特兒經紀人發掘。最初，葛爾的父母都反對她進入此行業，但她在一年後得以開始擔任模特兒。她的首份工作是擔任H&M的模特兒，這使自己得到了廣大的關注。由於葛爾早期的成功使她在學校受嫉妒的同學欺負，以致她不得不轉學。

## 外部連結
- 凱莉·葛爾的Instagram帳戶
- 凱莉·葛爾於模特兒目錄（Fashion Model Directory）的相關資料
- 凱莉·葛爾在互联网电影资料库（IMDb）上的資料（英文）
- . dailytelegraph.com. Daily Telegraph. 2014年7月4日  [2015年1月12日].